# Що гнітить Гілберта Грейпа
«Що гнітить Гілберта Грейпа» (англ. What's Eating Gilbert Grape) — американський кінофільм 1993 року, знятий режисером Лассе Гальстремом. Сценарій до фільму написав на основі власного однойменного роману Пітер Геджес.
Фільм отримав рейтинг PG-13 у рейтинговій системі MPAA (за елементи дорослої тематики).

## Сюжет
В маленькому американському містечку Ендора, де навіть таргани здихають від нудьги, живе сім'я Грейпів. Одного дня в підвалі повісився голова родини, залишивши 4 дітей та жінку. Найстаршому, Гілбертові, довелося зайнятися молодшими та матір'ю, яка після смерті чоловіка розтовстіла до такої міри, що її вагу ледве витримує конструкція будинку. Гілберт не мав виходу, йому треба було заробляти гроші та дбати про найближчих. Старша сестра Емі — залишається без перспектив вийти заміж, а молодша — Гелен, 15-літня дівчинка, наполегливо хоче стати дорослою. Додатково, цілодобової опіки потребує 18-літній брат Арні, психічно хворий хлопець, який, за словами лікарів, може померти кожної хвилини. Гілберт працює в малому магазині, власник якого сам ледве зводить кінці з кінцями.
Все змінюється, коли одного дня до містечка приїжджає валка будинків на колесах. В результаті аварії один із них не зміг поїхати далі, тому його пасажирам, Бекі та її бабусі, довелося залишитися в Ендорі на довший час, поки справи з ремонтом автомобіля не налагодяться. У ході цих подій Гілберт і Бекі зблизилися…

## Акторський склад
| Актор               | Роль            |
| ------------------- | --------------- |
| Джонні Депп         | Гілберт Грейп   |
| Леонардо ДіКапріо   | Арні Грейп      |
| Джульєтт Льюїс      | Бекі            |
| Мері Стінберген     | Бетті Карвер    |
| Дарлін Кейтс        | Бонні Грейп     |
| Лора Геррінґтон     | Емі Грейп       |
| Мері Кейт Шеллгардт | Еллен Грейп     |
| Джон Рейлі          | Такер ван Дайк  |
| Кевін Тай           | Кен Карвер      |
| Кріспін Гловер      | Боббі Макбурней |

## Нагороди
| Рік  | Подія                                                               | Нагорода                      | Номінант           |
| ---- | ------------------------------------------------------------------- | ----------------------------- | ------------------ |
| 1993 | Премія Національної ради кінокритиків США                           | Найкращий актор другого плану | Леонардо Ді Капріо |
| 1994 | Премія Асоціації кінокритиків Чикаго                                | Відкриття року                | Леонардо Ді Капріо |
| 1994 | Премія на Міжнародному кінофестивалі «Любов це безумство», Болгарія | «Золота Афродіта»             | Лассе Гальстрем    |
| 1995 | Срібний приз Guild of German Art House Cinemas                      | Іноземний фільм               | Лассе Гальстрем    |

### Номінації
| Рік  | Подія                       | Нагорода                             | Номінант          |
| ---- | --------------------------- | ------------------------------------ | ----------------- |
| 1994 | Кінопремія «Оскар»          | Найкраща чоловіча роль другого плану | Леонардо ДіКапріо |
| 1994 | Кінопремія «Золотий глобус» | Найкраща чоловіча роль другого плану | Леонардо ДіКапріо |

## Знімальна група
- Режисер — Лассе Гальстрем;
- Сценарист — Пітер Геджес;
- Продюсер — Девід Маталон, Бертил Олссон, Мейр Тепер;
- Композитор — Алан Паркер.